# اسلشز اسنیک پیت
اسلشز اسنیک پیت (به انگلیسی: Slash’s Snakepit) گروه راک آمریکایی است که در سال ۱۹۹۴ از اعضای پیشین گانز ان روزز و توسط اسلش(لید گیتاریست) شکل گرفت. از اعضای باند گانز ان روزز، مت سوروم (نوازنده درامز) و گیلبی کلیرک (نوازنده گیتار ریتم) هم به او پیوستند. نوازندهٔ گیتار باس مایک آینز از گروه آلیس این چینز (Alice In Chains) بود. اریک دوور –که قبلاً برای گروه جلی فیش گیتار می‌نواخت- بعنوان خواننده به این گروه پیوست. همکاران گانز ان روزز، تدی اندریدیس و دیزی رید هم بعنوان نوازندگان سازدهنی و ارگ به این گروه پیوستند.

## تاریخچه
روزی اسلش و سوروم در استودیو خانگی اسلش (بنام اسنیک پیت) بر روی آهنگ جدید یرای گانز ان روزز کار می‌کردند، گیلبی کلیرک به آن ها ملحق می‌شود و با آنها همفکری می‌کند. با همدیگر نمونه نمایشی از آهنگ‌ها را درست می‌کنند، که ظاهراً در آن اسلش در چند جا گیتار باس آن را می‌نوازد. در چند قسمت، حتی باسیست گانز ان روزز، داف مک کاگان هم نظرهایی داده و در نوشتن آهنگ «Beggars & Hangers-On» (گدایان و آویزانی) شرکت داشته‌است.
اکسل روز در سال ۱۹۹۹ در یک مصاحبه تلویزیونی با کورت لودر در ام‌تی‌وی گفت، این آهنگ‌ها به گانز ان روزز پیشنهاد شده بودند، ولی توسط او رد شده بودند.
اسلش از مایک آینز (باسیست گروه آلیس این چینز) دعوت می‌کند تا به گروه بپیوندد. مارک دنزیسن، دوور را بعنوان خواننده معرفی می‌کند و بعد از تست صدا، او بعنوان خواننده آلبومی که بعداً بنام It's Five O'Clock Somewhere (یک جایی ساعت پنج است) شهرت یافت، به این گروه پیوست.

## آلبوم‌ها
- It's Five O'Clock Somewhere (یک جایی ساعت پنج است) ۱۹۹۵
- Ain't Life Grand (زندگی باشکوه نیست) ۲۰۰۰

## اعضای گروه

### ۱۹۹۴
شروع اولیه و جمع آوری بقیه اعضای گروه
- اسلش- گیتار رهبر
- گیلبی کلیرک-گیتار ریتم
- مایک آینز-گیتار باس
- مت سوروم-جاز

### ۱۹۹۴-۱۹۹۵
اولین آلبوم نوشته شد
- اریک دوور-صدا
- اسلش-گیتار لید
- گیلبی کلیرک-گیتار ریتم
- مایک آینز- گیتار باس
- مت سوروم-جاز

### ۱۹۹۵
تورهایی که متعاقب آلبوم برگزار شد
- اریک دوور-صدا
- اسلش-گیتار لید
- گیلبی کلیرک-گیتار ریتم
- جیمز لومنزو-گیتار باس
- برایان تیچی-جاز

### ۱۹۹۶-۱۹۹۸
باند منحل شد

### ۱۹۹۸-۲۰۰۰
تور قبل از آلبوم در سال ۱۹۹۹ و در حال ضبط دومین آلبوم اسنیک پیت
- رود جکسون-صدا
- اسلش-گیتار لید
- رایان روکسی-گیتار ریتم
- جانی گریپاریک-گیتار باس
- مت لاگ-جاز
- تدی آندریدایس-ارگ

### ۲۰۰۰-۲۰۰۱
تورهایی که برای آلبوم دوم برگزار شد
- رود جکسون-صدا
- اسلش-گیتار لید
- کری کلی-گیتار ریتم
- جانی گریپاریک-گیتار باس
- مت لاگ-جاز
- بتهوون-ارگ